# 巴茲納鄉

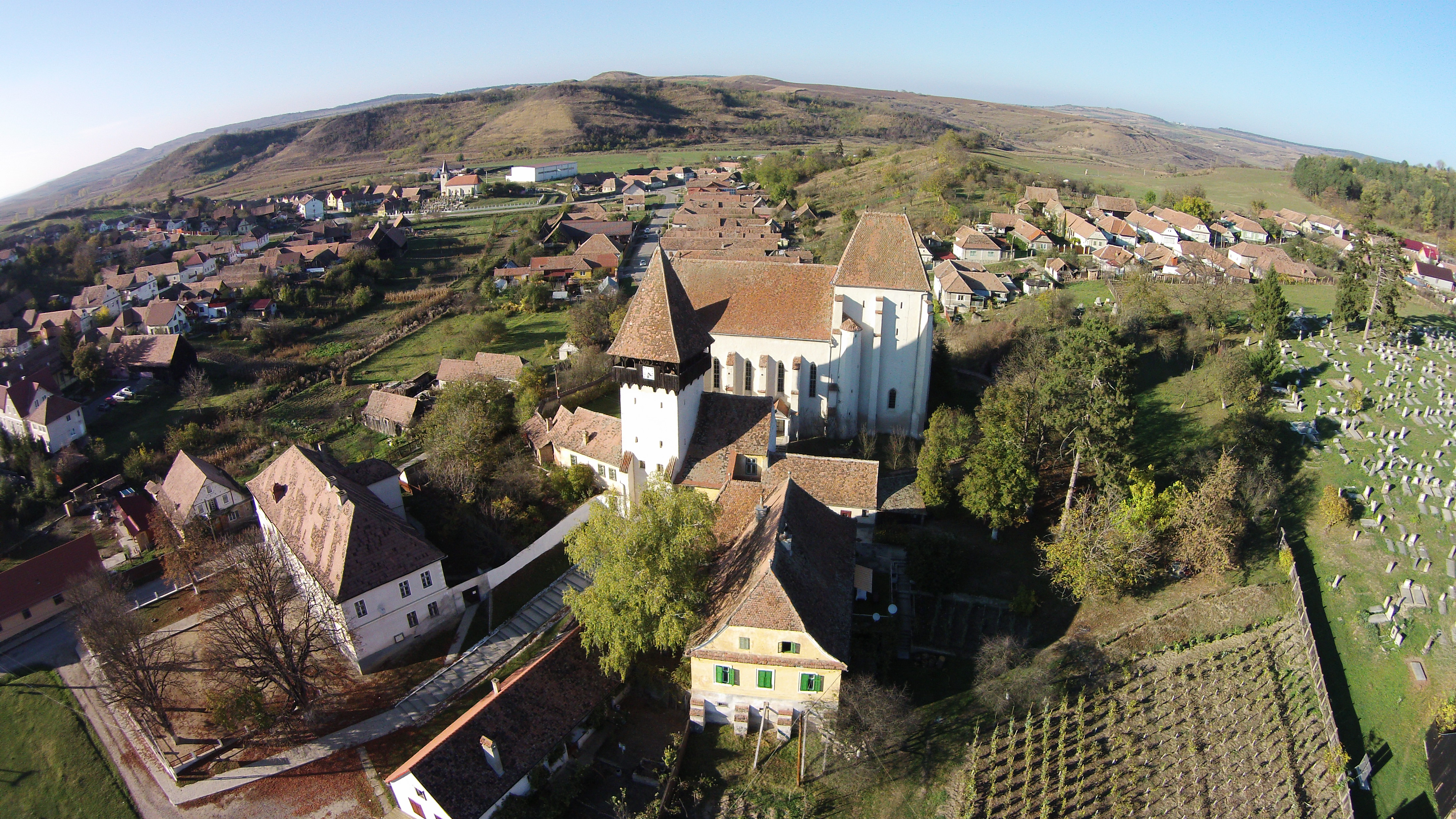

46°12′N 24°17′E / 46.200°N 24.283°E
巴茲納鄉（羅馬尼亞語：Comuna Bazna, Sibiu），是羅馬尼亞的鄉份，位於該國中部，由錫比烏縣負責管轄，面積83平方公里，海拔高度312米，2007年人口4,058，人口密度每平方公里49人。